# Super Bowl XXVI
O Super Bowl XXVI foi a partida que decidiu a temporada de 1991 da NFL, realizada no Hubert H. Humphrey Metrodome, em Minneapolis, Minnesota, no dia 26 de janeiro de 1992. Na decisão, o Washington Redskins, representante da NFC, bateu o Buffalo Bills, representante da AFC, por 37 a 24, garantindo o terceiro Super Bowl na história da franquia e dando aos Bills sua segunda derrota consecutiva em Super Bowls. O MVP da partida foi o quarterback do time vencedor, Mark Rypien.
Ambas as equipes terminaram a temporada regular com a melhor campanha em suas respectivas conferências. Os Redskins tinham vencido quatorze de dezesseis jogos durante a temporada regular e lideraram a liga com 485 pontos. O treinador de Washington, Joe Gibbs, entrou no jogo buscando sua terceira vitória no Super Bowl, sendo que em cada final ele tinha um quarterback diferente (desta vez era Mark Rypien). Os Bills tinham terminado o ano com treze vitórias e três derrotas e estavam avançando para o seu segundo Super Bowl seguido, muito devido aos talentos do seu quarterback Jim Kelly e o versátil ataque "K-Gun". Contudo, sua defesa ficou em penúltimo lugar na liga em jardas totais cedidas.
O Super Bowl XXVI foi dominado por Washington. No começo do segundo quarto, os Redskins abriu uma liderança de 17 a 0, que os Bills não conseguiram reverter. Washington também conseguiu sackear Kelly quatro vezes e o interceptou também quatro vezes ao longo do jogo. Rypien, que completou 18 de 33 passes para 292 jardas, dois touchdowns e uma interceptação, foi nomeado MVP do Super Bowl.
A transmissão da partida feita pela CBS foi vista por 79,6 milhões de espectadores.

## Pontuações
1º Quarto
- Não houve pontuação

2º Quarto
- WAS - FG: Chip Lohmiller, 34 jardas 3-0 WAS
- WAS - TD: Earnest Byner, passe de 10 jardas de Mark Rypien (ponto extra: chute de Chip Lohmiller) 10-0 WAS
- WAS - TD: Gerald Riggs, corrida de 1 jarda (ponto extra: chute de Chip Lohmiller) 17-0 WAS

3º Quarto
- WAS - TD: Gerald Riggs, corrida de 2 jardas (ponto extra: chute de Chip Lohmiller) 24-0 WAS
- BUF - FG: Scott Norwood, 21 jardas 24-3 WAS
- BUF - TD: Thurman Thomas, corrida de 1 jarda (ponto extra: chute de Scott Norwood) 24-10 WAS
- WAS - TD: Gary Clark, passe de 30 jardas de Mark Rypien (ponto extra: chute de Chip Lohmiller) 31-10 WAS

4º Quarto
- WAS - FG: Chip Lohmiller, 25 jardas 34-10 WAS
- WAS - FG: Chip Lohmiller, 39 jardas 37-10 WAS
- BUF - TD: Pete Metzelaars, passe de 2 jardas de Jim Kelly (ponto extra: chute de Scott Norwood) 37-17 WAS
- BUF - TD: Don Beebe, passe de 4 jardas de Jim Kelly (ponto extra: chute de Scott Norwood) 37-24 WAS